# Fons Brijdenbach
Alfons Brijdenbach, detto Fons (Vorselaar, 12 ottobre 1954 – Wechelderzande, 8 maggio 2009), è stato un velocista belga, uno dei migliori specialisti europei dei 400 metri piani negli anni '70.

## Biografia
Nel 1973 vinse la gara dei 400 metri ai Campionati europei under 20 di atletica leggera con il tempo di 45"86, record dei campionati. Nello stesso anno, sempre sui 400 metri, vinse il suo primo titolo nazionale assoluto, cui sarebbero seguiti quelli del 1976, 1977, 1978, 1979 e 1981. Brydenbach fu anche campione nazionale sui 100 metri nel 1975 e sui 200 metri nel 1974 nel 1975.
Nel 1974 Brijdenbach vinse l'oro sui 400 metri ai Campionati europei indoor e nella stessa stagione stabilì il record del mondo al coperto in 45"9. Nell'edizione del 1975 si fermò alle semifinali, ma nel 1977 riuscì a riconquistare il titolo continentale indoor.
Nel 1976, ventunenne, Brijdenbach prese parte ai Giochi olimpici di Montréal. In semifinale migliorò il suo primato personale correndo in 45"28 e assicurandosi l'accesso alla finale, dove si migliorò ulteriormente concludendo la gara al quarto posto in 45"04, primo degli europei, a soli nove centesimi dalla medaglia di bronzo. Il suo record nazionale sarebbe durato fino al 2003.
Nel 1977, oltre ai campionati europei indoor, Brijdenbach fu primo alle Universiadi con il record dei campionati. Inoltre vinse la gara sui 400 metri nella prima edizione del Memorial Van Damme, il meeting internazionale di atletica organizzato in memoria del mezzofondista belga Ivo Van Damme deceduto l'anno prima in un incidente automobilistico.
Nel 1980, alle Olimpiadi di Mosca, raggiunse nuovamente la finale e finì quinto in 45"10, preceduto di un centesimo di secondo dal campione olimpico uscente Alberto Juantorena. Nel 1981 corse la seconda frazione della staffetta 4×400 nella Coppa del mondo con la selezione europea che concluse la gara al secondo posto alle spalle del quartetto statunitense.
Un infortunio al tendine di Achille lo costrinse ad abbandonare l'attività agonistica.
Morì per un tumore nel 2009.

## Palmarès
| Anno | Manifestazione | Sede          | Evento      | Risultato | Prestazione | Note                  |
| ---- | -------------- | ------------- | ----------- | --------- | ----------- | --------------------- |
| 1974 | Europei indoor | Göteborg      | 400 m piani | Oro       | 46"60       |                       |
| 1977 | Europei indoor | San Sebastián | 400 m piani | Oro       | 46"53       |                       |
| 1977 | Universiadi    | Sofia         | 400 m piani | Oro       | 45"18       | Record dei campionati |